# Grazer Autorinnen Autorenversammlung
Pour les articles homonymes, voir GAV et Grazer.
La Grazer Autorinnen Autorenversammlung (GAV) est une association d'écrivains autrichiens fondée en mars 1973 sous le nom de Grazer Autorenversammlung.   

## Histoire
La Grazer Autorinnen Autorenversammlung est une des deux grandes associations d'écrivains d'Autriche (outre le PEN). H. C. Artmann était le premier président. En outre, les écrivains suivants ont contribué à la fondation : Friedrich Achleitner, Wolfgang Bauer, Barbara Frischmuth, Peter Handke, Ernst Jandl, Alfred Kolleritsch, Friederike Mayröcker, Reinhard Priessnitz, Peter Rosei, Gerhard Roth, Gerhard Rühm, Michael Scharang et Oswald Wiener.  
Au début, la GAV se trouvait à Graz, mais le déménagement à Vienne a été effectué encore pendant les années 1970. Aujourd'hui, la GAV comprend le nombre d'auteurs le plus important parmi toutes les associations autrichiennes.

## Sources
- Roland Innerhofer: Die Grazer Autorenversammlung (1973 - 1983). Zur Organisation einer "Avantgarde". Wien, Köln, Graz 1985.  (ISBN 3-205-07289-8)
- Herbert Zeman (Ed.): Das 20. Jahrhundert, Geschichte der Literatur in Österreich Vol. 7, Akademische Druck- u. Verlagsanstalt, Graz 1999.  (ISBN 3-201-01687-X)
- Klaus Zeyringer (Ed.): Österreichische Literatur seit 1945, Haymon Verlag, Innsbruck 2001.  (ISBN 3-85218-379-0)